# أشباح المدينة (مسلسل)
أشباح المدينة هو مسلسل درامي مصري عرض في عام 2006. المسلسل من إخراج عمرو عابدين، وتأليف محمد الغيطي، ومن بطولة محمود قابيل، و‌دلال عبد العزيز، و‌عزت أبو عوف، و‌هياتم، و‌حنان مطاوع.

## ملخص القصة
- سرجانة من أم غجرية وأب من أبناء المدينة، وتتميز عن قريباتها بالذكاء والعلم والجمال وهي الأقدر على ممارسة السرقة بمهارة وتتعرض هي وذويها لمطاردة الشرطة، ويستغلهم بعض رجال الأعمال لتدمير الاقتصاد القومي وأخرين يضعوهم تحت البحث لحساب مؤسسات أجنبية مشبوهة.

## طاقم التمثيل
- علا غانم
- محمود قابيل[4]
- دلال عبد العزيز
- عزت أبو عوف
- هياتم
- حنان مطاوع
- وفاء سالم
- أحمد وفيق
- يوسف داود
- مجدي شكري
- وفاء السيد
- شريف عواد
- نعمات عبد الناصر
- فكري صادق
- فاتن شعبان
- ليلى جمال
- ناني سعد الدين
- مروة الخطيب
- سامح أبو الغار

## إنتاج
كتب محمد الغيطي قصة وسيناريو المسلسل. وكان المسلسل من إخراج عمرو عابدين وإنتاج الشركة المصرية لمدينة الإنتاج الإعلامي.